# Joseph Bauer
Joseph Bauer (Untergrasensee, 25 januari 1881 - München, 30 april 1958) was een Duitse officier en een SS-Brigadeführer (brigadegeneraal) tijdens de Tweede Wereldoorlog. Hij was een parlementslid voor de NSDAP in de Rijksdag.

## Leven
Op 25 januari 1881 werd Josef Bauer geboren in Untergrasensee. Hij was de zoon van een smid. Bauer ging naar een school ter voorbereiding op kerkelijk onderwijs, en ging daarna naar het instituut voor lerarenopleiding in Straubing (1897–1899). Hierna werkte Bauer als leraar in Mitterfels, Stallwang en Passau, voordat hij in 1903 naar München ging.

### Eerste Wereldoorlog
Aan het begin van de Eerste Wereldoorlog was Bauer geplaatst in het Königlich Bayerisches Infanterie-Leib-Regiment, wat onderdeel van het Beiers leger was. In 1915 werd hij overgeplaatst naar het Königlich Bayerisches 2. Infanterie Regiment „Kronprinz“. Op 3 maart 1917 werd Bauer bevorderd tot Gefreiter (korporaal). Het jaar erop werd Bauer bevorderd tot Unteroffizier (sergeant) en Vizefeldwebel (). Hij eindigde de oorlog als officier en Leutnant der Reserve (tweede luitenant in de militaire reserve).

### Interbellum
Op 20 november 1922 werd Bauer lid van de Nationaalsocialistische Duitse Arbeiderspartij (NSDAP) en van de Sturmabteilung. In 1923 nam hij als SA-Sturmtruppführer deel aan de Bierkellerputsch in München. Na het opheffen van het verbod op de NSDAP, werd Bauer opnieuw op 1 april 1925 lid van de NSDAP en werd Ortsgruppenleiter van de Ortsgruppe München-Süd in München. In 1930 werd hij Reichsredner (vrije vertaling: Rijksredenaar) en leider van de Gaurednerschule (vrije vertaling: Gouwredenaarsschool). Na de machtsovername door de nationaalsocialisten, werd Bauer door de Münchense burgemeester Karl Fiehler op 23 april 1933 tot plaatsvervangend voorzitter van de stadsschoolbestuur, hij volgde hiermee Hans Baier (SPD) op. Van 1932 tot 1933 was Bauer lid van de Beierse Landdag, en werd op 12 november 1933 gekozen als parlementslid in de Rijksdag. Op 20 juni 1933 werd hij door de nationaalsocialistisch gedomineerde gemeenteraad gekozen in het schoolbestuur van de stad München, en vanaf dat moment bekleedde hij de titel van Oberstadtschuldirektor. Op 1 april 1934 werd Bauer bevorderd tot SA-Sturmführer (tweede luitenant, later in het jaar werd hij nog bevorderd tot SA-Obersturmführer (eerste luitenant). In 1943 na het einde van zijn ambtstermijn, werd hij op bevel van Hitler voor nog eens twaalf jaar zonder verkiezing benoemd en bekleedde deze functie tot het einde van het nationaalsocialistische regime.
Op 7 januari 1935 werd Bauer lid van de Schutzstaffel (SS), en werd ingeschaald als SS-Standartenführer (kolonel) en hij werd geplaatst in de Persönlicher Stab Reichsführer-SS. In 1936 volgde zijn bevordering tot SS-Oberführer. Van 1933 tot 1937 was Bauer voorzitter van de Beierse lerarenvereniging. In München leidde Bauer de nationaalsocialistische "schoolstrijd" om de biechtscholen af te schaffen en te vervangen door openbare scholen, wat gepaard ging met massale represailles van de staat bij de jaarlijkse schoolinschrijving. In 1937 leidde dit er uiteindelijk toe dat 96% van de studenten werd ingeschreven in openbare scholen, en daarom werden de confessionele scholen gesloten wegens gebrek aan leerlingen.
In 1937 werd hij als politiek leider van de Rijksleiding van de NSDAP beëdigd, en nam als Hauptstellenleiter in het hoofdkantoor voor gemeentepolitiek de afdeling voor gemeentelijke schoolaangelegenheden over.

### Tweede Wereldoorlog
Op 1 januari 1940 werd Bauer bevorderd tot SS-Brigadeführer (Brigadegeneraal) in de Allgemeine SS. Vanaf 1941 was hij hoofd van het districtsbureau München van het bureau voor opvoeders in de Nationalsozialistischer Lehrerbund (NSLB).

## Na de oorlog
Er is niets bekend over hoe Bauer het einde van de oorlog doorgemaakt heeft. Over het verdere verloop van zijn leven is niets bekend. Op 30 april 1958 stierf Bauer in München.

## Carrière
Bauer bekleedde verschillende rangen in zowel de Sturmabteilung als Allgemeine-SS. De volgende tabel laat zien dat de bevorderingen niet synchroon liepen.
| Datums            | Beiers leger         | Sturmabteilung      | Allgemeine-SS       | NSDAP                             |
| ----------------- | -------------------- | ------------------- | ------------------- | --------------------------------- |
| 3 maart 1917      | Gefreiter            | —                   | —                   | —                                 |
| 20 juli 1918      | Unteroffizier        | —                   | —                   | —                                 |
| 20 november 1918  | Leutnant der Reserve | —                   | —                   | —                                 |
| 1925              | —                    | —                   | —                   | Reichsredner der NSDAP            |
| 1925              | —                    | —                   | —                   | Ortsgruppenleiter der NSDAP       |
| 1923              | —                    | SA-Sturmtruppführer | —                   | —                                 |
| 1 september 1933  | —                    | SA-Obertruppführer  | —                   | —                                 |
| 1 april 1934      | —                    | SA-Sturmführer      | —                   | —                                 |
| 1 juli 1933       | —                    | SA-Obersturmführer  | —                   | —                                 |
| 7 januari 1935    | —                    | —                   | SS-Standartenführer | —                                 |
| 13 september 1936 | —                    | —                   | SS-Oberführer       | —                                 |
| 20 april 1937     | —                    | —                   | —                   | Reichshaupstellenleiter der NSDAP |
| 1 januari 1940    | —                    | —                   | SS-Brigadeführer    | —                                 |

## Lidmaatschapsnummers
- NSDAP-nr.: 21914 (lid geworden 20 november 1922[5], na de Bierkellerputsch nummer: 34[10] (1 april 1925[5][7]))
- SS-nr.: 264413[10] (lid geworden 7 januari 1935[5])

## Onderscheidingen
Selectie:
- IJzeren Kruis 1914, 2e Klasse[5][10]
- Koning Lodewijk-kruis[5]
- Bloedorde[10] op 9 november 1933[5]
- Gouden Ereteken van de NSDAP[5][11][12]
- Ehrendegen des Reichsführers-SS[5][10][12]
- SS-Ehrenring[5][11][12]
- Julleuchter der SS op 16 december 1935[5]